# Severní Lanarkshire
Severní Lanarkshire (anglicky North Lanarkshire, Siorrachd Lannraig a Tuath ve Skotské gaelštině) je správní oblast Skotska, ležící v centrálním pásu země a sousedící s dalšími správními oblastmi Falkirk, Východní Dunbartonshire a Jižní Lanarkshire.

## Města a vesnice
- Airdrie
- Auchinloch
- Bellshill
- Coatbridge
- Cumbernauld
- Harthill
- Kilsyth
- Motherwell
- Wishaw
- Shotts